# 중사 군도
중사 군도(중국어 간체자: 中沙群岛, 정체자: 中沙群島, 병음: Zhōngshā qúndǎo)는 남중국해에 있는 메이클즈필드 천퇴와 스카버러 암초를 합쳐 부르는 용어이다. 파라셀 제도(시사 군도) 동쪽, 둥사 군도 남쪽, 스프래틀리 군도(난사 군도) 북쪽에 위치한다.
메이클즈필드 천퇴는 전체가 해수면 아래에 놓여 있으며 스카버러 암초는 해수면 위에 노출되어 있다. 중화인민공화국과 중화민국, 필리핀이 영유권을 주장하고 있으며 중화인민공화국 하이난성 싼사 시를 구성하는 3개의 행정 구역 가운데 하나이다.

## 같이 보기
- 파라셀 제도
- 스프래틀리 군도